# En hemlighet
En hemlighet är popgruppen E.M.M.A.:s debut (singel) 2001 som nådde 28:e plats på singellistan och finns med på gruppens första album E.M.M.A (musikalbum). Låten är skriven av Anders Thorslund (musik) och Keith Almgren (text). En hemlighet finns också som musikvideo och låten finns med bland annat på Absolute Kidz 5.